# 알렉산드리아주

알렉산드리아주의 위치

알렉산드리아주(영어: Alexandria Governorate, 아랍어: ‏محافظة الإسكندرية)는 이집트 중북부에 있는 주로, 주도는 알렉산드리아이다.
서쪽으로 마트루주, 동쪽으로 베헤이라 주와 접한다.

## 인구
| 연도    | 인구      | ±% p.a. |
| ------- | --------- | ------- |
| 1986    | 2,917,327 | —       |
| 1996    | 3,339,076 | +1.36%  |
| 2006    | 4,123,869 | +2.13%  |
| 2017    | 5,163,750 | +2.07%  |
| source: |           |         |